# Rozewie II (maják)
Maják Rozewie II (polsky: Latarnia Morska Rozewie, anglicky: Rozewie Lighthouse) stojí v Polsku na pevninském výběžku do Baltského moře v obci Rozewie ve gmině Władysławowo v okrese Puck v Pomořanském vojvodství.
Nachází se mezi Majáky Stilo a Jastarnia na pevninském výběžku a 200 m západně od majáku Rozewie I. Maják je kulturní památkou zapsanou v seznamu kulturních památek Pomořanského vojvodství pod číslem A-574 z 13. listopadu 2014.

## Historie
V Rozewie se nacházejí dva majáky. Činný maják Rozewie I (také Starý maják, anglicky: East Tower) a nečinný Rozewie II (také Nový maják, ang.: West Tower).
Zvýšením lodního provozu v polovině 19. století docházelo v blízkosti majáku ke kolizím lodí, které zaměnily majáky v Gdaňsku s majákem v Rozewie a najížděly na pobřežní mělčiny. V roce 1875 byl uveden do provozu druhý maják Rozewie II aby byl větší rozdíl od sousedních majáku (mimo jiné v Czoplinu a na Helu).
Maják Rozewie II byl zprovozněn v 1. ledna 1875. Zděná stavba vysoká 23,8 m měla v lucerně instalovanou Fresnelovou optickou soustavu s naftovým hořákem. Dosvit majáku byl 21,7 námořních mil.
V roce 1910 byl maják Rozewie I modernizován a zvýšen o pět metrů a nový maják z roku 1875 byl odstaven z provozu. Po ukončení provozu byla lucerna a lampa odstraněna a na jejím místě postavena 1,5 m vysoká plechová stěna. Maják byl v době činné služby přístupný turistům pouze v denní době. Před vstupem na věž musel návštěvník si důkladně očistit obuv, odložit deštníky a vycházkové hole. Do roku 1990 byla pozorovací věží a místem radaru vojenské pohraniční stráže.
V roce 2014 byl seznam kulturních památek rozšířen o celý komplex budov a zařízení majáků Rozewie I a II, strojovny (1910), obytných budov (1875), pekárny s udírnou (1863) a dalších objektů.
Maják je přístupný veřejnosti. Správu objektu vykonává Towarzystwo Przyjaciół Narodowego Muzeum Morskiego (Spolek přátel Národního námořního muzea).
V majáku se nachází Muzeum majáků Rozewie, ve kterém jsou modely majáků a původní optické zařízení majáku Rozewie I.
Od roku 2017 maják nese jméno polského básníka Jana Kasprowicze.

## Popis
Zděný (cihla) osmiboký komolý kužel s ochozem v horní části a šestnáctibokou skleněnou lucernou na níž je vztyčena vysoká komunikační anténa. Věž majáku byla přistavěna mezi dva obytné domy lampářů a jejich rodin o rozměrech 35 x 10 m. V lucerně byl nainstalován Fresnelův optický systém s 185 čočkami a optickými hranoly a hořákem. Minerální olej (nafta) byl spalován v pěti knotovém hořáku a byl zdrojem světla lucerny. Obsluhu tvořili čtyři lampáři a jeden pomocník.
Replika lucerny byla zpátky nainstalována v roce 2014 firmou Amber Lamp. A po nainstalování repliky lampy na jaře 2015 byla zpřístupněna návštěvníkům.

## Data
- výška světla byla 72 m n. m.[9]
- záblesky bílého světla

označení:
- ARLHS POL-038

## Galerie

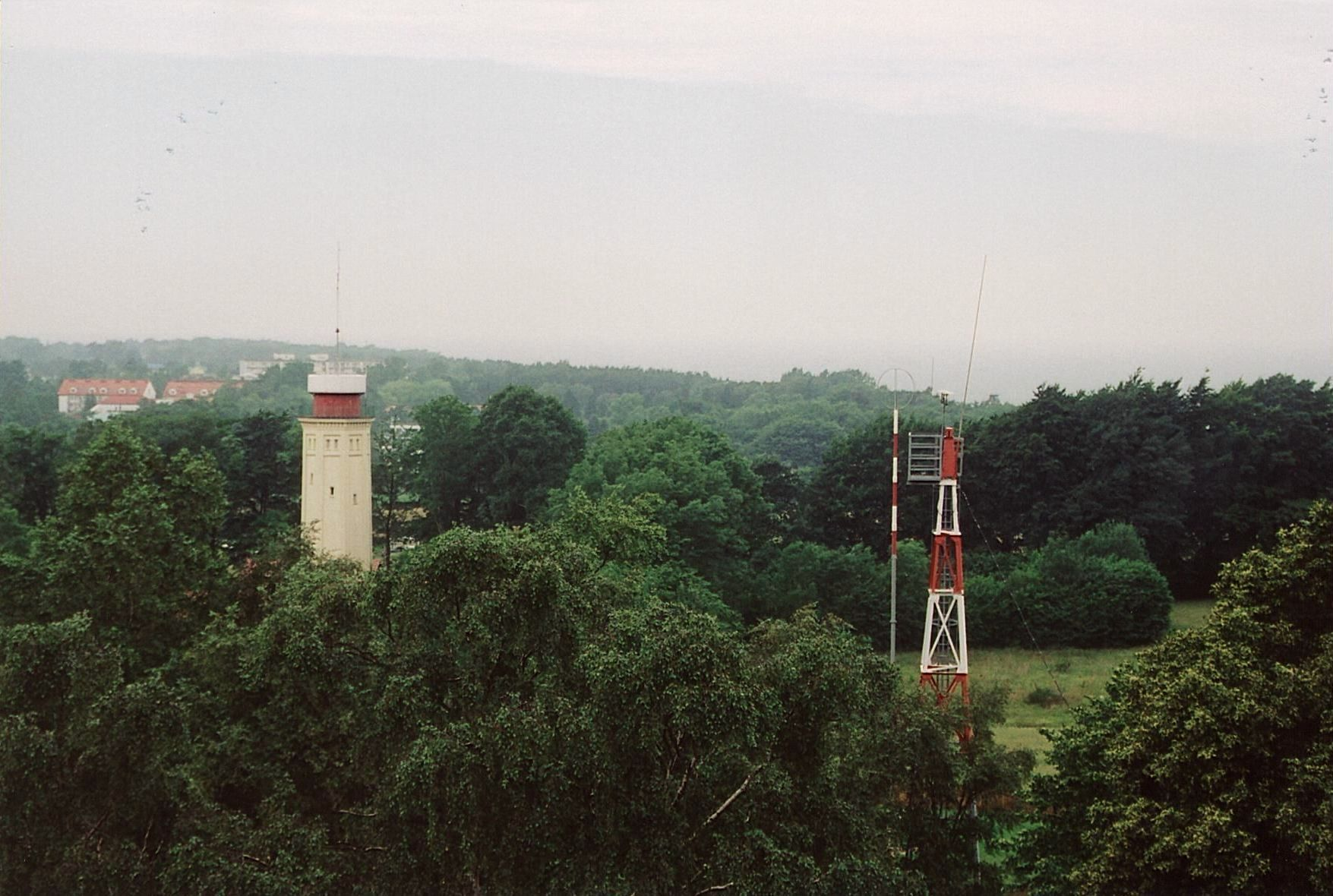
Rozewie II před instalací repliky lucerny
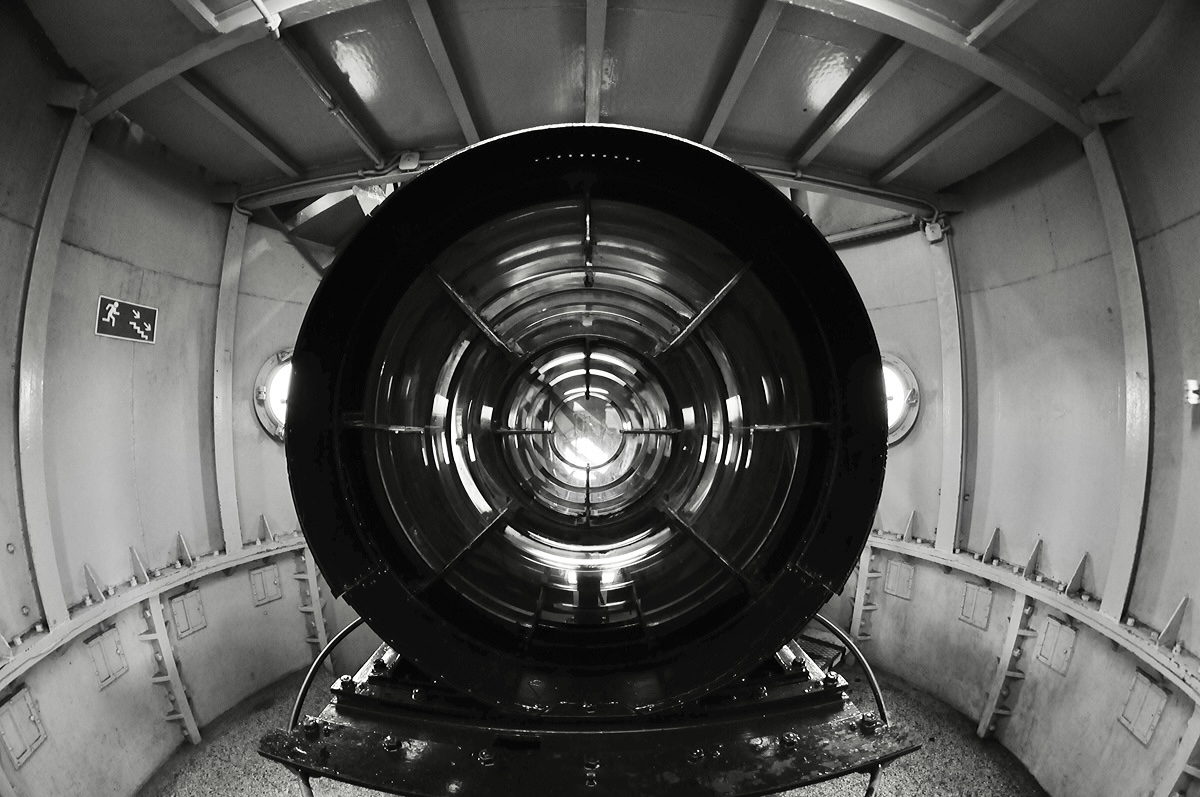
Fresnelova čočka
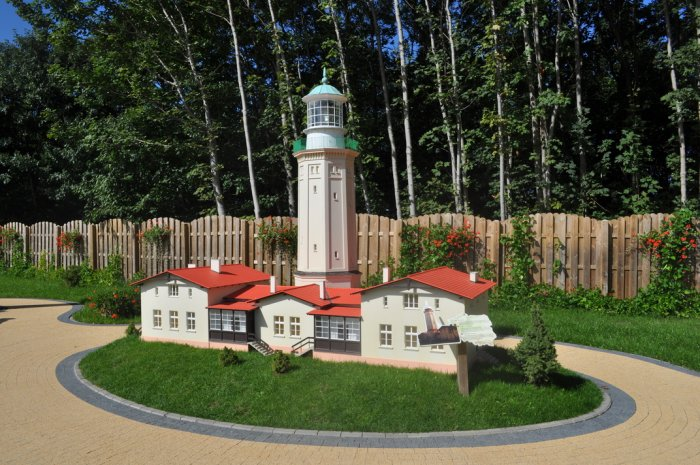
Model majáku Rozewie II Model v Parku miniatur, Niechorze